# Etta Baker
Etta Baker (31 de marzo de 1913 – 23 de septiembre de 2006) fue una guitarrista y cantante norteamericana de Piedmont blues, original de Carolina del Norte.

## Biografía
Nacida Etta Lucille Reid en Caldwell County, Carolina del Norte, descendía de afroamericanos, nativos americanos y emigrantes europeos. Usaba tanto la guitarra acústica clásica de 6 cuerdas, como la de 12 y el banjo de 5. Baker interpretó Piedmont blues durante noventa años, comenzando con tres años de edad, cuando apenas podía sostener la guitarra. Aprendió a tocar gracias a su padre, Boone Reid, veterano multiinstrumentista del Piedmont blues. 
La primera grabación de Etta Baker se produjo durante el verano de 1956. Acompañada de su padre, había acudido a la vecina localidad de Blowing Rock (Carolina del Norte) donde se encontraba de visita el cantante Paul Clayton. El padre de Baker le pidió a Clayton que escuchara a su hija interpretar el tema "One Dime Blues", y este quedó tan impresionado que apareció al día siguiente en el hogar de los Baker con una grabadora para registrar varias canciones.
Baker influyó en muchos artistas conocidos, incluyendo Bob Dylan, Taj Mahal, y Kenny Wayne Shepherd. Recibió el premio North Carolina Folk Heritage Award en 1989, el galardón National Heritage Fellowship concedido por el Gobierno de Estados Unidos a través del National Endowment for the Arts en 1991. Junto a su hija, Cora Phillips, recibió el premio Brown-Hudson Folklore Award de la North Carolina Folklore Society en 1982.
Baker tuvo nueve niños, uno de los cuales falleció en la Guerra de Vietnam en 1967, el mismo año que murió su marido. Etta Baker falleció en Fairfax (Virginia) mientras visitaba a su hija, el 23 de septiembre de 2006 a la edad de 93 años.

## Discografía
- 1956 : Instrumental Music from the Southern Appalachians (Tradition Records; reeditado en 1997)
- 1990 : One Dime Blues
- 1998 : The North Carolina Banjo Collection, varios artistas (Rounder)
- 1999 : Railroad Bill
- 2004 : Etta Baker con Taj Mahal (Music Maker 50)
- 2005 : Carolina Breakdown, con su hija Cora Phillips (Music Maker 56)
- 2006 : Knoxville Rag, con Kenny Wayne Shepherd, (Reprise Records) UPC 093624929420